# Tagoropsis genoviefae
Tagoropsis genoviefae is een vlinder uit de familie nachtpauwogen (Saturniidae), onderfamilie Saturniinae.
De wetenschappelijke naam van de soort is voor het eerst geldig gepubliceerd door Rougeot in 1950.